# Thelypodiopsis elegans
Thelypodiopsis elegans är en korsblommig växtart som först beskrevs av Marcus Eugene Jones, och fick sitt nu gällande namn av Per Axel Rydberg. Thelypodiopsis elegans ingår i släktet Thelypodiopsis och familjen korsblommiga växter. Inga underarter finns listade i Catalogue of Life.